# تورو ساتو
تورو ساتو (16 أكتوبر 1984 أويتا اليابان - ) هو لاعب كرة قدم ياباني، يلعب كلاعب وسط.